# Gondesende
Gondesende is een plaats (freguesia) in de Portugese gemeente Bragança en telt 226 inwoners (2001).